# Fadlala Akabani Hneide
Fadlala Akabani Hneide (Ciudad de México, 15 de junio de 1960) es un político, empresario y sociólogo mexicano de ascendencia árabe. Actualmente, Akabani Hneide se desempeña como Subsecretario de Gobierno de la Ciudad de México.

## Trayectoria política
Fadlala Akabani Hneide es el titular de la Subsecretaría de Gobierno de la Ciudad de México desde el 5 de octubre de 2024 cuando fue incorporado al gabinete de la Jefa de Gobierno, Clara Brugada. De 2019 a 2024 fue responsable de coordinar la política económica en la capital del país como Secretario de Desarrollo Económico del Gobierno de la Ciudad de México, cargo que ocupa desde el 20 de octubre de 2019. Se integró a la administración de Claudia Sheinbaum el 5 de diciembre de 2018 como director general del Fondo de Desarrollo Social. En 2003 fue elegido Jefe Delegacional en Benito Juárez (D.F.), para el periodo 2003-2006. También ha sido funcionario público federal, así como articulista recurrente en medios de circulación nacional.
Sus padres, árabes provenientes de Siria, llegaron a México en 1956, donde nacería su hijo. Es licenciado en Sociología egresado de la Facultad de Ciencias Políticas y Sociales de la Universidad Nacional Autónoma de México. Cursó diplomados en Desarrollo Regional (Facultad de Ciencias Políticas y Sociales de la UNAM)  Desarrollo Comunitario (Escuela Nacional de Trabajo Social UNAM) Historia Económica de México e Historia Económica Global en el Museo Interactivo de Economía (Banco de México) Administración Pública (Claustro de Sor Juana)  y Análisis Político en la Cámara de Diputados. Ha desempeñado cargos tanto en instancias privadas como públicas, como en la Comisión Mexicana de Ayuda a Refugiados donde fungió como director de Asistencia y Desarrollo (2001), subdirector de Medios Nacionales de la Subsecretaría de Normatividad de Medios (2002) ambas en SEGOB  y director general de Análisis de Programas de Apoyo al Campo de SAGARPA 2007-2010, cargo al que llegó por invitación de Alberto Cárdenas Jiménez, que fue incorporado al Gabinete Federal (2006-2012) como propuesta de Acción Nacional.
Ha escrito artículos de fondo en periódicos como La Jornada, El Sol de México, Milenio Diario y Excelsior. Ha impartido conferencias en universidades públicas y privadas sobre temas relacionados con Economía y emprendimiento, la CDMX, la Cuarta Transformación, así como la situación geopolítica en Medio Oriente y su impacto en México.
Fadlala Akabani comenzó su vida política ingresando al Partido Acción Nacional (PAN) como miembro adherente en 1994. Fue militante activo desde 1995 hasta el 2011, año en que decidió no renovar su militancia. Como miembro del PAN se desempeñó como presidente del Comité Delegacional en Benito Juárez (1998-2001), candidato a diputado federal en 1997, candidato y jefe delegacional en Benito Juárez durante el periodo (2003-2006).
En 2015 fue candidato externo por Nueva Alianza a diputado a la Asamblea Legislativa del Distrito Federal. 
El 9 de abril de 2017 firmó el Acuerdo Político de Unidad por la Prosperidad del Pueblo y el Renacimiento de México del partido Movimiento Regeneración Nacional (Morena), correspondiente a la Ciudad de México. 
En 2018 fue candidato de la alianza “Juntos Haremos Historia “ conformado por Morena, PT, PES a la Alcaldía de Benito Juárez. Asimismo, en diciembre de 2018 fue nombrado director general del Fondo para el Desarrollo Social de la Ciudad de México (FONDESO), durante su paso por FONDESO entregó más créditos para emprendedores y MiPyMEs que sus predecesores, redujo las tasas de interés para acercar el financiamiento para quienes no tienen acceso a los servicios bancarios.
En octubre de 2019, la Jefa de Gobierno, Claudia Sheinbaum Pardo, lo nombró Secretario de Desarrollo Económico de la Ciudad de México con la misión de reestructurar la dependencia. Desde agosto de 2020, Fadlala Akabani cuenta con un espacio de opinión como columnista invitado en el periódico Excelsior.
| Predecesor: José Espina Von Roehrich | Jefe Delegacional en Benito Juárez, Distrito Federal 2003 - 2006 | Sucesor: Germán de la Garza Estrada |